# Inès Safi
Inès Safi, née en 1967 à Sfax, est une physicienne franco-tunisienne, chercheuse en physique théorique.
Elle est connue pour son travail dans le domaine de la physique quantique théorique, mais aussi pour son engagement dans le dialogue des cultures.

## Recherches scientifiques
Inès Safi est chercheuse au Centre national de la recherche scientifique en physique théorique au Laboratoire de physique des solides de l'université Paris-Saclay. Elle est diplômée de l'École polytechnique et a obtenu son doctorat sous la direction de Heinz-Jürgen Schulz ainsi que son habilitation à diriger les recherches. Ses travaux se placent dans le domaine de la physique mésoscopique et concernent plus précisément le transport électronique quantique, c'est-à-dire les lois de l'électricité dans des conducteurs ou des circuits où la cohérence de phase des électrons joue un rôle important. Il s'agit souvent de systèmes à base de semi-conducteurs, ou de matériaux comme le graphène, placés à suffisamment basse température (de 10 millikelvins à quelques kelvins) pour que les effets quantiques jouent un rôle prédominant dans le transport électronique.
Ses premiers travaux concernent le transport électrique dans les systèmes de basse dimensions (fils quantiques) et utilisent le modèle du liquide de Luttinger ainsi que l'approche de diffusion des plasmons. Elle a également contribué à l'étude du transport électronique dans les gaz électroniques bidimensionnels en régime d'effet Hall quantique fractionnaire avec, en particulier, des calculs du spectre des fluctuations quantiques de courant. En collaboration avec Hubert Saleur, elle a montré la correspondance entre d'une part le blocage de Coulomb dynamique en présence d'un environnement ohmique et d'autre part le modèle du liquide de Luttinger.
Plus récemment, ses travaux se sont orientés vers l'étude des propriétés du transport quantique électronique indépendantes de modèles spécifiques. Cela rejoint les problématiques de théorèmes fluctuation-dissipation et de relations fluctuation-dissipation développées dans la physique statistique hors équilibre. Elle a d'une part dérivé des relations générales entre fluctuations de courant et admittance à fréquence finie mais aussi des relations plus spécifiques dérivées dans un cadre perturbatif,,.
Plusieurs de ses prédictions théoriques ont été confirmées expérimentalement par des études sur le blocage de Coulomb dynamique, sur le spectre du rayonnement émis par un contact ponctuel quantique en régime d'effet Hall quantique fractionnaire, ainsi que sur la simulation quantique du liquide de Luttinger au moyen d'un circuit quantique (transport électrique et transport de chaleur).
Inès Safi intervient à l'École centrale Casablanca ; elle est aussi co-responsable du cycle de conférences « Place des sciences » issu d'un partenariat culturel entre cette école et l'Institut français du Maroc. 

## Activités dans le dialogue des cultures
En parallèle à ses activités de recherche, Inès Safi s'est investie dans la vulgarisation de la physique quantique et de sa philosophie ainsi que de l'histoire des sciences, dans leur relation avec l'héritage philosophico-spirituel de l'islam,,. Elle affirme qu'« accueillir la perplexité offre une ouverture à l'altérité ». Elle œuvre pour réhabiliter la place des femmes dans l'islam,,,, et pour le dialogue interreligieux,,,,,,,.
Un portrait dans Le Monde l'a qualifiée de « diplomate de l'islam ». Elle est membre du conseil d'orientation de la Fondation de l'islam de France. Son intervention commanditée sous la présidence de Jean-Pierre Chevènement a inspiré les projets de cette fondation. Elle a participé à de nombreux colloques, émissions de radio,,, émissions de télévision, et tables rondes,.

## Publications
- Inès Safi, « La Science est-elle une voie vers la vérité », dans Abd-Al-Haqq Guiderdoni (dir.), Science et religion en islam : des musulmans parlent de la science contemporaine, Paris, Éditions AlBouraq, 2012 (ISBN 978-2841614899, présentation en ligne, lire en ligne) ;
- Inès Safi, « La structure de la matière », dans Abd-Al-Haqq Guiderdoni (dir.), Perspectives islamiques sur la science moderne, Rabat, ISESCO, 2013 (présentation en ligne, lire en ligne).